# EB-Techniker
Der EB-Techniker (auch EB-Assistent) ist für die Tonaufnahmen, Kameraassistenz, das Drehmaterial und für die Betreuung der Ausrüstung (Equipment) zuständig.
Die Abkürzung „EB“ steht für Elektronische Berichterstattung, was den Unterschied zur vorher üblichen Berichterstattung mittels 16-mm-Film hervorhebt.